# Франк, Отто
Отто Генрих Франк (нем. Otto Heinrich Frank) (12 мая 1889 — 19 августа 1980) — голландский бизнесмен, отец Марго и Анны Франк, которая с 1942 по 1944 годы вела в оккупированном нацистской Германией Амстердаме свой знаменитый дневник, благодаря которому их семья стала одной из самых известных жертв немецкого нацизма. Отто Франк — единственный из героев дневника, кто выжил во время депортации. Его жена, обе дочери и друзья погибли в концентрационных лагерях.
В литературной версии дневника Анны Франк сначала хотела вывести Отто Франка под псевдонимом Фредерик Робин (нидерл. Frederik Robin), но в итоге поменяла его на Фредерик Аулис (нидерл. Frederik Aulis).

## Биография

### Ранняя жизнь
Отто Генрих Франк родился во Франкфурте-на-Майне у евреев Элис Бэтти Штерн (1865—1953) и биржевого брокера Михаэля Франка (1851—1909). Мать была коренной жительницей Франкфурта, чья семья жила там ещё с 16-го века. Отец, наоборот, был из сельского Ландау и переехал во Франкфурт в 28 лет в 1879 году. Они поженились в 1885, когда Михаэль начал строить карьеру в банковском деле. У Отто были старший брат Роберт Херманн (1886—1953), младший брат Херберт (1891—1987) и младшая сестра Елине (1893—1986). Все четверо в детстве и в юности изучали сразу несколько языков (английский, итальянский и французский) и хотя они были евреями, иврита никто из них не знал. Двоюродным братом Отто был известный французский дизайнер мебели Жан-Мишель Франк (1895—1941).
В самом конце 19-го века Михаэль стал биржевым брокером и вложил инвестиции в два санатория и компанию, производящую растворимые таблетки от кашля. В 1901 году он основал свой собственный банк, специализирующийся на обмене валюты. Этот бизнес принёс хороший доход, и семья Франк обзавелась целым домом на Мертонштрассе 4 на западе Франкфурта.

Отто и его две дочери: Марго (слева) и Анна, август 1931 г.

Отто вместе с братьями и сестрой посещал школу верховой езды, обучался на дому музыке и в выходные дни ходил с родителями в оперу, где у них была личная ложа. После частной подготовительной школы Отто начал ходить в гимназию Лезинг, что была недалеко от дома. Там он, несмотря на своё еврейское происхождение, стал популярным учеником и часто писал для лицейской газеты.
В 1907 году родители послали Отто на пасхальные каникулы в Испанию. После этой поездки у него началась любовь к путешествиям за границу. В июне 1908 года Отто получил аттестат и, зарегистрировавшись в Гейдельбергском университете на экономическом факультете, отправился на летние каникулы в Англию. С помощью школьного друга Отто получил возможность пройти стажировку в «Универмаге Macy’s» в Нью-Йорке, куда уехал в начале сентября 1909 года, однако вскоре ему пришлось вернуться: 17 сентября 1909 года скончался его отец. Через некоторое время Отто вернулся в США, где в течение двух лет работал сначала всё в том же «Macy’s», а затем в банке. В 1911 году Отто вернулся в Германию и устроился на работу в Дюссельдорфе в компанию, производящую оконные рамы, а после — в компанию, производящую подковы для немецкой армии.
Во время Первой мировой войны Отто вместе с братьями был призван в немецкую армию, где служил офицером. Мать и сестра работали добровольцами в военной больнице Франкфурта. Отто был направлен на западный фронт и к концу войны дослужился до лейтенанта. После войны он неохотно принял управление семейным банком от матери и брата Херберта, потому что Херберт не показал особого таланта в банковском деле, а их старшему брату Роберту семейный бизнес был не интересен.
В день, когда ему исполнилось 36 лет, 12 мая 1925 года, он заключил брак с Эдит Холлендер в синагоге Ахена. После медового месяца Отто и Эдит какое-то время жили у матери Отто, где вместе с ними жила со своей семьёй и сестра Отто Елине (она в 1921 вышла замуж за еврея из Цвайбрюккена Эриха Элиаса (1890—1984) и у них было два сына — Штефан (1921—1980) и Бернхард (род. в 1925). Их первая дочь, Марго Бетти, родилась во Франкфурте 16 февраля 1926 года, а вслед за ней появилась и вторая дочь, Аннелиз Мари, которая родилась 12 июня 1929 года.

### Эмиграция
После того, как Гитлер пришёл к власти в Германии и НСДАП победила на муниципальных выборах во Франкфурте в 1933 году, в Германии резко возрос антисемитизм и начали вводиться дискриминационные законы против еврейского населения. Одновременно семейный банк Отто лопнул, и семья Франк в тот же год эмигрировала в Амстердам, где Отто основал фирму по производству пектина (которая позже превратилась в фирму по производству джемовых примесей «Опекта»). Мать и сестра Отто в тот же год переехали в Швейцарию и пережили эпоху Третьего Рейха.
В 1937 году Отто встретился со своим старым другом Германом ван Пельсом, который, будучи евреем, как и Отто, сбежал из Германии вместе со своей женой Августой и сыном Петером. Ван Пельс специализировался на травах и специях для мяса, и поэтому Отто, стремясь расширить свои бизнес-операции, пригласил Германа к себе в компанию в качестве консультанта и торгового специалиста в его новую фирму «Пектакон», которая занималась закупкой ингредиентов для производства колбасных изделий.

### Вторая мировая война
После того, как в мае 1940 года Германия вторглась в Голландию, Отто, из-за нарастающего в Голландии антисемитизма, пришлось дабы спасти «Пектакон» от конфискации, передать свои акции Йоханнесу Клейману и уйти в отставку с должности директора. «Пектакон» была ликвидирована, и все активы перешли к «Гиз&Ко», возглавляемой Яном Гизом (его жена Мип Гиз работала в «Опекте» консультантом). 18 декабря того же года Отто провёл аналогичную операцию и с «Опектой». Хотя его денежный доход значительно уменьшился, он всё же позволял Отто содержать семью.
В 1938 и 1941 годах Отто пытался получить визы для своей семьи, чтобы эмигрировать в Соединённые Штаты или на Кубу. 1 декабря 1941 года ему предоставили единственную визу для себя на Кубу, но неизвестно, получил ли он её, потому что спустя десять дней Германия и Италия объявили войну США, и виза была аннулирована Гаваной.
5 июля 1942 года старшей дочери Отто Марго пришла повестка в гестапо, и на следующий день он вместе с женой и детьми перебрался в убежище, устроенное в здании на набережной Принсенграхт 263, где располагалась «Опекта». С помощью его коллег задняя часть дома была превращена в убежище. Позже к ним примкнули его коллега по бизнесу Герман ван Пельс вместе с женой и сыном и их друг дантист Фриц Пфеффер. В убежище они скрывались два года, после чего 4 августа 1944 года туда нагрянула полиция во главе с СС-офицером Карлом Зильбербауэром по доносу человека, который остался неустановленным. Все восемь человек четыре дня содержались в тюрьме на улице Ветерингсханс, а затем были помещены в транзитный концентрационный лагерь Вестерборк, где, как уклонившиеся от повесток, были помещены в «штрафное отделение» и направлены на самые тяжёлые работы. 3 сентября они были депортированы оттуда в Освенцим.
По прибытии Отто вместе с Германом и Петером ван Пельсами и Фрицем Пфеффером были насильственно отделены от Анны, Марго, Эдит и Августы. Ближе к декабрю Отто окончательно подорвал своё здоровье, и один голландский врач отправил его в больничный барак, сумев уговорить немецкий медперсонал, чтобы Отто продержали там подольше. Это спасло ему жизнь. Отто сумел продержаться до 25 января 1945 года, когда Красная Армия освободила Освенцим.
В начале марта советские поезда доставили бывших заключенных Освенцима в Катовице. Отто старался не терять связи с друзьями и родственниками и постоянно писал им письма. 20 марта 1945 года он встретил Розу де Винтер, с которой они познакомилась ещё в Вестерборке, и от неё узнал, что Эдит скончалась в Освенциме за две недели до освобождения, а Анна и Марго вероятно были перевезены в Берген-Бельзен. Вскоре Отто через Одессу добрался до Марселя, а оттуда 3 июня 1945 года вернулся в Амстердам, где, поселившись у Мип Гиз и восстановив свой пост директора в фирме (с момента их ареста управление «Опектой» взяла на себя Мип Гиз), продолжил поиски. Разузнав адреса голландцев, вернувшихся из Берген-Бельзена, Отто начал посылать им письма и спустя какое-то время получил ответ от некой медсестры из Роттердама, от которой узнал, что обе его дочери скончались за месяц до освобождения лагеря. Тогда он начал наводить справки об остальных членах Убежища и только в конце 1945 года узнал, что он единственный обитатель Убежища на набережной Принсенграхт, который выжил.

### После войны

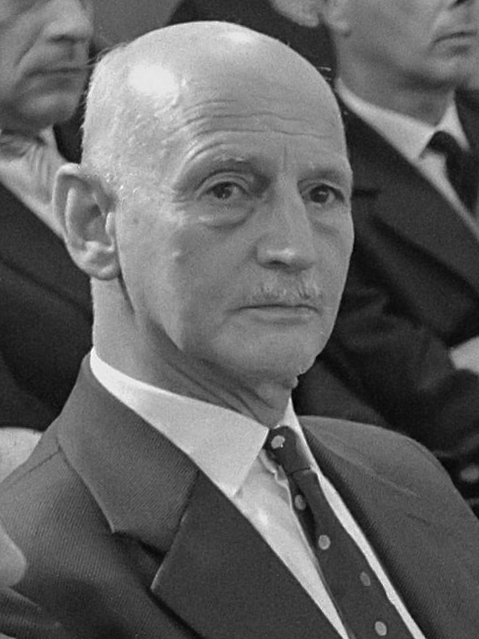
Отто Франк на церемонии открытия музея «Дом Анны Франк», 1 мая 1961 г.

Отто Франк в 1970-х.

После войны Отто некоторое время жил с Мип и Яном Гизами. Когда в июле 1945 Красный Крест окончательно подтвердил смерть сестёр Франк, Мип Гиз отдала Отто дневник Анны и ворох разрозненных листов, которые ей удалось забрать из Убежища после их ареста. Отто не сразу нашёл в себе силы приняться за чтение, но потом начал переводить фрагменты дневника на немецкий для своих родственников в Швейцарии. Дневник произвёл на него сильное впечатление, так как он впервые столкнулся со столь личной жизнью своей младшей дочери (Анна в дневнике даже несколько раз указывает, что очень не хочет, чтобы её записи прочёл кто-то посторонний).
По выходным Отто встречался со своими друзьями, которые, как и он, тоже подверглись депортации. Однажды Отто рассказал им о дневнике Анны и несколько присутствующих выразили желание его почитать. После некоторых сомнений Отто дал им фрагменты, которые переводил для родственников. Прочитав эти отрывки, один из его друзей попросил дать ему весь дневник, на что Отто, хотя и не сразу, но согласился. Ему посоветовали позволить почитать дневник историку Яну Ромену, который 3 апреля 1946 года опубликовал большую статью о дневнике в газете «Het Parool» и попросил у Отто разрешения издать записи Анны. Отто решительно отказался, но Ромейн считал, что Франк обязан предоставить его голландцам как уникальный военный документ. Франк, вначале убежденный, что дневник имеют право читать лишь близкие ему и Анне люди, наконец, дал согласие, но не на сам дневник, а на его переработку с купюрами — так называемую версию С, которую он составил из оригинального дневника Анны и той переработки, что сделала она сама. Из этой версии Отто вырезал как все личные комментарии Анны в отношении обитателей Убежища, так и различные интимные подробности полового созревания. Рецензия заинтересовала голландских книгоиздателей, и летом 1946 был заключён договор на издание дневника в виде книги. Книга была выпущена 25 июня 1947 года под названием «Het Achterhuis» (В заднем доме).
За публикациями дневника Отто постепенно стал отходить от управления «Опектой», хотя, благодаря его стараниям, фирма после войны прочно заняла место на рынке. Когда в 1953 году Гизы выиграли небольшую сумму денег в лотерее, они втроём потратили её на отдых в Швейцарии, где Отто впервые за много лет увиделся со своей матерью. Осенью 1952 года он эмигрировал туда, чтобы быть поближе к ней. 10 ноября 1953 года Отто Франк в Амстердаме женился на их бывшей соседке Эльфриде Гейрингер (1905—1998), которая тоже вместе с ними была в Освенциме, и оба переехали к родственникам Отто в Базель.
3 мая 1957 года Отто и Йоханс Кляйман основали Фонд Анны Франк, на пожертвования которому 3 мая 1960 года в здании «Опекты» открылся музей Анны Франк.
Отто Франк умер от рака лёгких 19 августа 1980 года в Базеле.